# 馬里科帕殖民地 (亞利桑那州)
馬里科帕殖民地（英語：Maricopa Colony）是位於美國亞利桑那州馬里科帕縣的一個人口普查指定地區。根據2010年美國人口普查，該地人口為709人，而該地的面積約為14.21平方千米。

## 地理
馬里科帕殖民地的座標為33°22′35″N 112°14′12″W / 33.37639°N 112.23667°W，而該地最高點為海拔高度358米（即1190英尺）。